# Glück bei Frauen (1928)
Glück bei Frauen ist eine österreichische Stummfilm-Liebeskomödie aus dem Jahre 1928 von Hans Otto mit André Mattoni in der Hauptrolle.

## Handlung
Die „guten, alten Zeiten“ vergangener k.u.k.-Seligkeit sind längst vorbei. Damals konnte sich Rudi Höfer noch mit dem Titel eines Rittmeisters schmücken und besaß jede Menge Geld. Mit dem kaufte er sich Motorboote, Autos und ein todschickes Wochenendhaus. Jetzt, da der Adel abgeschafft und er auch noch infolge eines unvermeidbaren Konkurses jüngst verarmt ist, häufen sich für den gutaussehenden Rudi die Probleme. Selbst dem Mädchenschwimmclub, dem er (aus durchaus niederen Motiven) als Mäzen unter die Arme griff, kann er nicht mehr zu Diensten sein und muss nunmehr auf all die hübschen jungen Damen im Badeanzug verzichten. Rudi muss sogar allen Ernstes erwägen, so etwas ungewohntes wie Arbeit zu suchen. Die findet er schließlich als Chauffeur. 
Zu allem Überfluss hat er jetzt auch noch die Adresse einer jungen Dame, in die er sich jüngst verliebt hat, verloren. Jene Fritzi, deren Schoßhündchen er rettete, ist die Tochter eines noch immer reichen (und mit jedem Tag reicher werdenden) Autofabrikanten namens Sanden. Der wiederum hält sich eine junge Dame namens Lola als Gefährtin, die nach außen hin als „Nichte“ ausgegeben wird, um gesellschaftlich bloß keinen Skandal zu riskieren. Als dann auch noch Frau Sanden mit einer gesuchten Mädchenhändlerin verwechselt wird, geraten die Dinge vollkommen aus dem Ruder, In der Sommerfrische des Salzkammerguts laufen schließlich alle Fäden zusammen, und Rudi, der titelgemäß Glück bei Frauen hat, bekommt schließlich mit Fritzi Sanden seine Angebetete.

## Produktionsnotizen
Gedreht im Juni und Juli 1928 an mehreren Drehorten im Salzkammergut (Gmunden am Traunsee etc.) sowie in Wien, erlebte Glück bei Frauen seine Uraufführung am 30. September 1928 in Wien. Der Sechsakter besaß eine Länge von etwa 2350 Metern.

## Kritik
Das Kino-Journal befand: “Wien und Oesterreich sind die eigentlichen Hauptdarsteller dieses Films, der die schönsten landschaftlichen Motive der reizvollsten Gegenden im Rahmen einer interessanten und launigen Handlung im Bild bringt und überdies einen ganzen Reigen schöner Wiener Frauen und Wiener Mädchen zeigt, mit denen der Film beginnt.”
Wiens Die Stunde lobte vor allem die schauspielerische Leistung der 20-jährigen Newcomerin Vilma Astay: „Mit Mut zu einer gewissen Selbstironie, mir einen feinen Sinn für wirklichen Humor, für Wirkung, nicht nur im Spiel, sondern im Ausdruck jeder Bewegung. Hier ist eine Begabung in Entwicklung, die sehr bald eine eigene Persönlichkeit sein wird. (…) Ein ausgezeichneter Film…“